# Czerwone Gitary (3)
A Czerwone Gitary (3) a Czerwone Gitary 1968-ban megjelent harmadik nagylemeze, amelyet a Muza adott ki. Katalógusszámai: XL 0479 (mono), SXL 0479 (stereo). A mono kiadvány 3-rét hajtott borítóval rendelkezik, amelynek belsején a dalszövegek is megtalálhatóak.

## Az album dalai

### A oldal
1. Moda i miłość
2. Takie łądne oczy
3. My z XX wieku
4. W moich myślach Consuelo
5. Jeśli tego chcesz
6. Ballada pasterska

### B oldal
1. Dozwolone od lat 18
2. Kwiaty we włosach
3. Chciałbym to widzieć
4. Kiedyś znów zawołam cię
5. Jedno jest życie
6. Nie licz dni

## Közreműködők
- Krzysztof Klenczon – ének, gitár, harmónika
- Seweryn Krajewski – ének, gitár, orgona
- Bernard Dornowski – ének, basszusgitár
- Jerzy Skrzypczyk – ének, ütős hangszerek